# Przhevalskiana shugnanica
Przhevalskiana shugnanica är en tvåvingeart som beskrevs av Grunin 1975. Przhevalskiana shugnanica ingår i släktet Przhevalskiana och familjen styngflugor. Inga underarter finns listade i Catalogue of Life.